# Isochromodes orbiferata
Isochromodes orbiferata är en fjärilsart som beskrevs av W. Warren 1907. Isochromodes orbiferata ingår i släktet Isochromodes och familjen mätare. Inga underarter finns listade i Catalogue of Life.